# Carbassons farcits
Els carbassons farcits és un plat típic de la gastronomia menorquina. El fet d'utilitzar per a la seva elaboració ingredients del camp com són el carbassons, el tomàtic i els ous, entre d'altres ens indica que la pagesia de Menorca utilitzava aquest plat molt sovint. Aquest plat degut al fet d'utilitzar únicament productes trets del camp es converteix en un plat en èpoques de poca bonança econòmica on s'aprofitava el que donava la terra per alimentar-se.
Per a la seva elaboració, es bullen els carabassons tallats per la meitat amb sal durant vint minuts. Una volta bullits s'escorren els carabassons i amb una cullera se’ls buida. Amb el que s'ha extret de l'interior del carbassó, es tritura amb un ou, pa ratllat, sofregit de tomàtic i sal. Quan tenim fet aquest farcit s'omplen les barquetes de carbassó. Immediatament es posa per damunt de les barquetes farcides, una mica de pa ratllat, all tallat a trossets, una mica de julivert i oli d'oliva al damunt. Quan ja tenim tot això fet sols queda posar-ho dins el forn i coure els carbassons durant mitja hora. Es mengen freds o calents.